# الدرمة (الحيمة الداخلية)

تعديل مصدري - تعديل

الدرمة هي إحدى قرى عزلة الحدب بمديرية الحيمة الداخلية التابعة لمحافظة صنعاء، بلغ تعداد سكانها 121 نسمة حسب تعداد اليمن لعام 2004.